# Romneya coulteri
Romneya coulteri är en vallmoväxtart som beskrevs av William Henry Harvey. Romneya coulteri ingår i släktet Romneya och familjen vallmoväxter. Inga underarter finns listade i Catalogue of Life.

## Bildgalleri

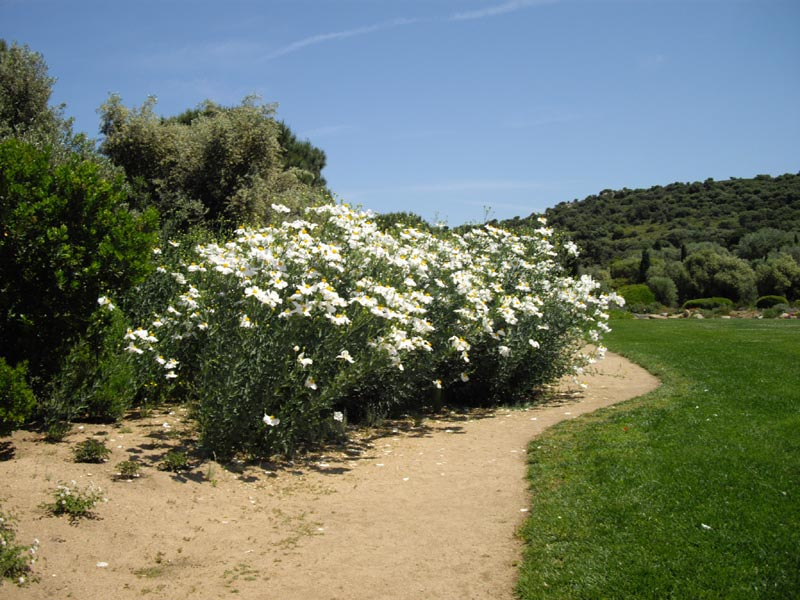